# Opice Starega sveta
Opice Starega sveta (znanstveno ime Cercopithecidae) so družina primatov, v katero uvrščamo 24 rodov in 138 vrst, s čimer je to največja družina primatov. Rodovi opic Starega sveta vključujejo pavijane (rod Papio), gvereze (rod Piliocolobus) in makake (rod Macaca). Domača imena za druge opice starega sveta so še guenon, nosani (rod Pygathrix), zamorska mačka, dželada, langur, mandril, otoški hulman (Presbytis) in druge. Filogenetsko so tesneje sorodni človečnjakom kot opicam Novega sveta. Pred približno 45 do 55 milijoni let so se ločili od skupnega prednika opic.
Najmanjša opica starega sveta je pigmejska zamorska mačka, z glavo in telesom dolžine 34–37 cm in tehta med 0,7 in 1,3 kg. Največji je samec, dolg okoli 70 cm in tehta do 50 kg. Opice starega sveta imajo različne obrazne poteze; nekatere imajo gobce, nekatere imajo ploski nos, mnoge pa so obarvane. Večina jih ima repe, vendar niso oprijemalni.
Opice Starega sveta so danes doma v Afriki in Aziji in naseljujejo številna okolja: tropske deževne gozdove, savane, grmičevje in gorski teren. V preteklosti so naseljevali velik del Evrope; danes so edini preživeli v Evropi gibraltarski berberski makaki. Ali so domorodni v Gibraltarju ali so jih prinesli ljudje, ni znano.
Nekatere opice Starega sveta so drevesne, kot so gvereze; druge so talne, na primer pavijani. Večina je vsaj delno vsejeda, vendar imajo vsi raje rastlinske snovi, ki predstavljajo glavnino njihove prehrane. Večina jih je zelo oportunističnih, predvsem jedo sadje, uživajo pa tudi skoraj vse razpoložljive prehranske izdelke, kot so rože, listi, čebulice in korenike, žuželke, polži, mali sesalci ter smeti in materiali ljudi.

## Taksonomska Klasifikacija in filogenija
Priznani sta dve poddružini, Cercopithecinae, ki so večinoma afriški, vendar vključujejo raznolik rod makakov, ki so azijski in severnoafriški in Colobinae, ki vključuje večino azijskih rodov, pa tudi afriške gvereze.
Linnaejeva klasifikacija, ki se začne z naddružino, je:
- Naddružina Cercopithecoidea
  - Družina Cercopithecidae: opice Starega sveta
    - Poddružina Cercopithecinae
      - Pleme Cercopithecini
        - Rod Allenopithecus
        - Rod Miopithecus – talapoini
        - Rod Erythrocebus
        - Rod Chlorocebus
        - Rod Cercopithecus – guenoni ali zamorske mačke
        - Rod Allochrocebus – kopenski guenoni

      - Pleme Papionini
        - Rod Macaca – makaki
        - Rod Lophocebus – mangabeji
        - Rod Rungwecebus – kipunji
        - Rod Papio – pavijani
        - Rod Theropithecus – dželada
        - Rod Cercocebus – mangabeji belih vek
        - Rod Mandrillus – mandrili

    - Poddružina Colobinae (listojede opice)
      - Afriška skupina
        - Rod Colobus – črno-beli kolobusi
        - Rod Piliocolobus – rdeči kolobusi
        - Rod Procolobus – zeleni kolobus

    - skupina Langurji
      -         - Rod Semnopithecus – sivi langurji
        - Rod Trachypithecus - čopasti langurji
        - Rod Presbytis – surili

    - Lihonosna skupina
      -         - Rod Pygathrix
        - Rod Rhinopithecus
        - Rod Nasalis – rilčarji
        - Rod Simias

Razlikovanje med človečnjaki in opicami je zapleteno zaradi tradicionalne parafilije opic: opice so se pojavile kot sestrska skupina opic Starega sveta katarini, ki so sestrska skupina opic Novega sveta. Zato so kladistično opice, katarini in sorodne sodobne izumrle skupine, kot so Parapithecidae, tudi opice, za vsako dosledno opredelitev »opice«.
Za »opico Starega sveta« je mogoče tudi upravičeno šteti, da vključuje vse katarine, vključno z opicami in izumrlimi vrstami, kot je Aegyptopithecus, v tem primeru so se opice, Cercopithecoidea in Aegyptopithecus ter (v še bolj razširjeni definiciji ) celo Platyrrhini  pojavile znotraj opic Starega sveta. Zgodovinsko gledano so opice iz "starega sveta" (Afro-Arabija) nekako odplule v "novi svet" pred približno 40 milijoni let in tvorile "opice iz novega sveta" (platyrrhines). Opice so se kasneje pojavile v skupini Afro-Arabija.

## Značilnosti
Opice Starega sveta so srednje velike do velike in segajo od drevesnih oblik, kot so opice colobus, do popolnoma kopenskih oblik, kot so pavijani. Najmanjši je talapoin z glavo in telesom dolžine 34–37 cm in težkim med 0,7 in 1,3 kilograma, največji pa je samec mandril (Mandrillus sphinx) (samice vrste so bistveno manjše), dolg okoli 70 cm in tehta do 50 kilogramov.
Večina opic Starega sveta ima repe (ime družine pomeni »opica z repom«), za razliko od opic brez repa. Repi opic Starega sveta niso gibljivi, tako kot repi opic iz Novega sveta (platyrrhines).
Razlikovanje katarinov od platinarjev je odvisno od zgradbe rinarija, razlikovanje opic starega sveta od opic pa od zobovja (število zob je pri obeh enako, vendar so različno oblikovani). Pri platinarjih so nosnice obrnjene vstran, pri katarinih pa navzdol. Druge razlike so tako cevasto ektotimpanično (ušesno kost) kot osem, ne dvanajst premolarjev pri katarinih, kar jim daje zobno formulo: zgoraj 2.1.2.3, spodaj 2.1.2.3.
Več opic Starega sveta ima anatomske nenavadnosti. Na primer, opice kolobusi imajo palce za pomoč pri drevesnem gibanju, opica proboscis ima izjemen nos, medtem ko opice s privihanim nosom skoraj sploh nimajo nosu.
Penis moškega mandrila je rdeč, mošnja pa lila; tudi obraz je svetlo obarvan. Obarvanost je bolj izrazita pri dominantnih samcih.

## Habitat in razširjenost
Opice Starega sveta so danes doma v Afriki in Aziji in naseljujejo številna okolja: tropske deževne gozdove, savane, grmičevje in gorate terene. Naselili so večji del Evrope v obdobju neogena; danes so edini preživeli v Evropi gibraltarski Berberski makaki.

## Vedenje in ekologija

### Prehrana
Večina opic Starega sveta je vsaj delno vsejeda, vendar imajo vse raje rastlinske snovi, ki predstavljajo glavnino njihove prehrane. Listne opice so najbolj vegetarijanske, prehranjujejo se predvsem z listi in jedo le majhno število žuželk, medtem ko so druge vrste zelo oportunistične, jedo predvsem sadje, uživajo pa tudi skoraj vso razpoložljivo hrano, kot so rože, listi, čebulice in korenike, žuželke, polže in celo majhne vretenčarje. Prehrana berberskega makaka je večinoma sestavljena iz listov in korenin, čeprav bo jedel tudi žuželke in uporablja cedre kot vir vode.

### Razmnoževanje
Brejost pri opicah Starega sveta traja od pet do sedem mesecev. Rojstva so običajno samska, čeprav se, tako kot pri ljudeh, občasno pojavijo dvojčki. Mladiči se kotijo razmeroma dobro razviti in se že od rojstva lahko z rokami oprimejo materinega kožuha. V primerjavi z večino drugih sesalcev potrebujejo veliko časa, da dosežejo spolno zrelost, pri čemer je za večino vrst značilno štiri do šest let.

### Družbeni sistem
Pri večini vrst hčerke ostanejo pri materah vse življenje, tako da je osnovna družbena skupina med opicami Starega sveta matrilinearna skupina. Samci zapustijo skupino, ko dosežejo adolescenco in poiščejo novo skupino, ki se ji pridružijo. Pri mnogih vrstah z vsako skupino živi le en odrasel samec, ki prežene vse tekmece, druge pa so bolj strpne in vzpostavljajo hierarhične odnose med prevladujočimi in podrejenimi samci. Velikosti skupin so zelo spremenljive, tudi znotraj vrst, odvisno od razpoložljivosti hrane in drugih virov.